# Gomba
Gomba är en ort i Ungern.   Den ligger i provinsen Pest, i den centrala delen av landet, 40 km öster om huvudstaden Budapest. Gomba ligger 156 meter över havet och antalet invånare är 2 861.
Terrängen runt Gomba är platt. Runt Gomba är det ganska tätbefolkat, med 70 invånare per kvadratkilometer. Närmaste större samhälle är Monor, 6,6 km väster om Gomba. Trakten runt Gomba består till största delen av jordbruksmark.